# Afrolimon peregrinum
Afrolimon es un género monotípico perteneciente a la familia  Plumbaginaceae. Su única especie, Afrolimon peregrinum, es originaria de Afganistán.
En GRIN es considerada un probable sinónimo del género Limonium Mill.

## Taxonomía
Afrolimon peregrinum fue descrita por (P.J.Bergius) Lincz.  y publicado en Novosti Sistematiki Vysshchikh Rastenii 16: 168. 1979.
Basónimo
- Statice perigrina P.J. Bergius